# Luděk Burian
Luděk Burian (19. listopadu 1974 Sivice) je bývalý český zápasník – volnostylař, neúčastník olympijských her v roce 1996.

## Sportovní kariéra
Je rodákem z obce Sivice na Brněnsku. Zápasení se věnoval od útlého dětství po vzoru svého otce Františka v brněnském klubu TJ Spartak pod vedením Bedřicha Pavliňáka. Jako talentovaného volnostylaře si ho ještě v dorosteneckém věku stáhli trenéři do Prahy do Rudé Hvězdy (dnes PSK Olymp). Připravoval se pod vedením Dana Karabina. Do české volnostylařské reprezentace se prosadil po zániku Československa v roce 1993 v 19 letech. Startoval v muší váze do 52 kg. Do této váhy shazoval před turnajem až 10 kilogramů, proto si shazování nechával na vrcholné sportovní akce a v lize nebo na obyčejných turnajích, přeborech startoval v bantamové váze do 57 kg nebo i pérové váze do 62 kg.
V březnu 1996 obsadil senzační 6. místo na mistrovství Evropy v Budapešti a kvalifikoval se na olympijské hry v Atlantě. Před turnajem shazoval 7,5 kg do své váhové kategorie do 52 kg. V den vážení mu ráno scházelo shodit kilogram. Pod dohledem lékařů Vladimíra Heinze a Jiřího Madára však tři hodiny před vážením v sauně zkolaboval a musel strávit noc v nemocnici na pozorování. Olympijský turnaj tak pro něho skončil aniž by do soutěže zasáhl a není tak veden v žádných statistikách. Důvod svého selhání odůvodnil zraněným kolenem, kvůli kterému nemohl v přípravě běhat a do Atlanty odjížděl s vyšší váhou než obvykle měl a proto shazoval váhu pod dohledem lékařů.
Od roku 1997 se měnily váhové limity a nově startoval ve váze do 58 kg, ve které se mu však tradičně na mezinárodní úrovni nedařilo. V roce 1999 šel opět do rizika a zvládl shodit váhu do kategorie do 54 kg. Na říjnovém mistrovství světa v turecké Ankaře nepostoupil ze základní skupiny do vyřazovacích bojů potom co se ve skupině zranil. V roce 2000 se na olympijské hry v Sydney nekvalifikoval. Po roce 2001 ukončil působení v reprezentaci, kvůli odchodu trenéra Karabina na Slovensko. Zápasil v německé bundeslize.
V roce 2003 se do reprezentace vrátil jako člen klubu ASK Valzap Chomutov, který mu poskytl podmínky pro přípravu. Na mistrovství Evropy v Rize postoupil ze základní skupiny do vyřazovacích bojů, kde nestačil na ruského Dagestánce Mavleta Batyrova a obsadil krásné 5. místo. Na zářiovém mistrovství světa v New Yorku však výsledek z Rigy nepotvrdil a v roce 2004 se na olympijské hry v Athénách nekvalifikoval. Po skončení sportovní kariéry se věnoval krátce trenérské práci. Specializoval se na ženský zápas.

### Výsledky v zápasu ve volném stylu
| Turnaj             | 1993 | 1994 | 1995 | 1996 | 1997 | 1998 | 1999 | 2000 | 2001 | 2002 | 2003 | 2004 |
| Turnaj             | 19   | 20   | 21   | 22   | 23   | 24   | 25   | 26   | 27   | 28   | 29   | 30   |
| Turnaj             | –52  | –52  | –52  | –52  | -58  | -58  | -54  | -54  | -54  | -55  | -55  | -55  |
| ------------------ | ---- | ---- | ---- | ---- | ---- | ---- | ---- | ---- | ---- | ---- | ---- | ---- |
| Olympijské hry     |      |      |      | DNS  |      |      |      | —    |      |      |      | —    |
| Mistrovství světa  | úč.  | úč.  | úč.  |      | —    | —    | úč.  |      | úč.  | —    | úč.  |      |
| Mistrovství Evropy | úč.  | 8.   | úč.  | 6.   | úč.  | —    | —    | úč.  | úč.  | —    | 5.   | —    |